# Оимацу, Кадзуёси
Кадзуёси Оимацу (яп. 老松 一吉 Оимацу Кадзуёси, ромадзи: Oimatsu Kazuyoshi; по другим источникам — Кадзукити; 23 октября 1911 — 24 марта 2001 г.) — японский фигурист, выступавший в мужском одиночном разряде, чемпион Японии по фигурному катанию 1931 года. Он представлял Японию на Зимних Олимпийских играх 1932 года и Зимних Олимпийских играх 1936 годов, где занял соответственно 9 и 20 места.
Оимацу начал заниматься фигурным катанием в средней школе. В 1930 году занял пятое место на чемпионате Японии, а в 1931 году одержал на нём победу. Участвовал в любительских соревнованиях вплоть до 1937 года. После Второй мировой войны стал тренером.
| Состязание              | 1930—1931 | 1931—1932 | 1932—1933 | 1933—1934 | 1934—1935 | 1935—1936 |
| ----------------------- | --------- | --------- | --------- | --------- | --------- | --------- |
| Зимние Олимпийские игры |           | 9         |           |           |           | 20        |
| Чемпионат мира          |           | 7         |           |           |           | 15        |
| Чемпионат Европы        |           |           |           |           |           | 9         |
| Чемпионат Японии        | 1         |           | 2         |           | 3         |           |